# Styraconyx haplocerus
Styraconyx haplocerus är en djurart som tillhör fylumet trögkrypare, och som beskrevs av Thulin 1942. Styraconyx haplocerus ingår i släktet Styraconyx och familjen Halechiniscidae. Inga underarter finns listade i Catalogue of Life.